# Sabicea longipetiolata
Sabicea longipetiolata är en måreväxtart som beskrevs av De Wild.. Sabicea longipetiolata ingår i släktet Sabicea och familjen måreväxter. Inga underarter finns listade i Catalogue of Life.